# Österreichische Alpine Skimeisterschaften 1994
Die Österreichischen Alpinen Skimeisterschaften 1994 fanden am Pitztaler Gletscher (Abfahrt, Super-G), in Schladming (Riesenslalom) und in Ramsau am Dachstein (Slalom) statt. Die Rennen waren teilweise international besetzt, um die Österreichische Meisterschaft fuhren jedoch nur die österreichischen Teilnehmer.

## Herren

### Abfahrt
| Platz | Name                 | Zeit        |
| ----- | -------------------- | ----------- |
| 01    | Patrick Ortlieb      | 1:17,27 min |
| 02    | Hannes Trinkl        | 1:17,44 min |
| 03    | Andreas Schifferer   | 1:17,54 min |
| 04    | Armin Assinger       | 1:17,69 min |
| 05    | Fritz Strobl         | 1:18,15 min |
| 06    | Michael Lichtenegger | 1:18,25 min |
| 07    | Josef Strobl         | 1:18,49 min |
| 08    | Christian Greber     | 1:18,57 min |
| 09    | Christian Hutter     | 1:19,10 min |
| 10    | Peter Pertl          | 1:19,17 min |

Ort: Pitztaler Gletscher

### Super-G
| Platz | Name                    | Zeit        |
| ----- | ----------------------- | ----------- |
| 01    | Andreas Schifferer      | 1:10,41 min |
| 02    | Fritz Strobl            | 1:10,54 min |
| 03    | Christian Greber        | 1:10,88 min |
| 04    | Christoph Mätzler (SUI) | 1:11,03 min |
| 05    | Hans Knauß              | 1:11,18 min |
| 06    | Armin Assinger          | 1:11,20 min |
| 07    | Rainer Salzgeber        | 1:11,26 min |
| 08    | Josef Strobl            | 1:11,34 min |
| 09    | Michael Lichtenegger    | 1:11,38 min |
| 10    | Manfred Widauer         | 1:11,86 min |

Ort: Pitztaler Gletscher

### Riesenslalom
| Platz | Name                 | Zeit |
| ----- | -------------------- | ---- |
| 1     | Hans Knauß           | –    |
| 2     | Siegfried Voglreiter | –    |
| 3     | Rainer Salzgeber     | –    |

Ort: Schladming

### Slalom
| Platz | Name                 | Zeit |
| ----- | -------------------- | ---- |
| 1     | Siegfried Voglreiter | –    |
| 2     | Hubert Strolz        | –    |
| 3     | Mario Reiter         | –    |

Ort: Ramsau

### Kombination
Die Kombination setzt sich aus den Ergebnissen von Slalom, Riesenslalom und Abfahrt zusammen.
| Platz | Name               |
| ----- | ------------------ |
| 1     | Andreas Schifferer |
| 2     | Mario Reiter       |
| 3     | Roland Assinger    |

## Damen

### Abfahrt
| Platz | Name                  | Zeit        |
| ----- | --------------------- | ----------- |
| 01    | Alexandra Meissnitzer | 1:22,38 min |
| 02    | Melanie Schöffmann    | 1:23,23 min |
| 03    | Barbara Raggl         | 1:23,40 min |
| 04    | Cornelia Meusburger   | 1:23,47 min |
| 05    | Barbara Sadleder      | 1:23,65 min |
| 06    | Michaela Kofler       | 1:23,89 min |
| 07    | Ingrid Stöckl         | 1:23,92 min |
| 08    | Michaela Dorfmeister  | 1:24,07 min |
| 09    | Marianna Salchinger   | 1:24,12 min |
| 10    | Martina Koschuttnigg  | 1:24,34 min |

Ort: Pitztaler Gletscher

### Super-G
| Platz | Name                  | Zeit        |
| ----- | --------------------- | ----------- |
| 01    | Alexandra Meissnitzer | 1:21,59 min |
| 02    | Sylvia Eder           | 1:23,41 min |
| 03    | Michaela Dorfmeister  | 1:23,58 min |
| 04    | Melanie Schöffmann    | 1:23,97 min |
| 05    | Ingrid Stöckl         | 1:24,02 min |
| 06    | Barbara Sadleder      | 1:24,16 min |
| 07    | Barbara Raggl         | 1:24,36 min |
| 08    | Cornelia Meusburger   | 1:24,40 min |
| 09    | Katja Wach            | 1:24,61 min |
| 10    | Michaela Kofler       | 1:25,21 min |

Ort: Pitztaler Gletscher

### Riesenslalom
| Platz | Name                 | Zeit |
| ----- | -------------------- | ---- |
| 1     | Anita Wachter        | –    |
| 2     | Michaela Dorfmeister | –    |
| 3     | Stefanie Schuster    | –    |

Ort: Schladming

### Slalom
| Platz | Name          | Zeit |
| ----- | ------------- | ---- |
| 1     | Anita Wachter | –    |
| 2     | Elfriede Eder | –    |
| 3     | Manuela Lieb  | –    |

Ort: Ramsau

### Kombination
Die Kombination setzt sich aus den Ergebnissen von Slalom, Riesenslalom und Abfahrt zusammen.
| Platz | Name                 |
| ----- | -------------------- |
| 1     | Cornelia Meusburger  |
| 2     | Barbara Raggl        |
| 3     | Michaela Dorfmeister |